# Terremoto de las islas Kermadec de 2021
El Terremoto de las Islas Kermadec de 2021 fue un sismo de magnitud 8,1 Mw que se produjo el jueves 5 de marzo, a unos 180 km al noreste de la ciudad de Gisborne. Fue precedido por una serie de terremotos de 6.9 y 7.4 grados.

## Terremoto
El terremoto ocurrió como resultado de una subducción de la placa del Pacífico con la placa tectónica australiana a unos 800 kilómetros al norte de las costas de Nueva Zelanda.
El terremoto de magnitud 8.1 ocurrió el 4 de marzo de 2021 a las 19:28:31 UTC, a lo largo de la zona de subducción, debido a fallas inversas. El Servicio Geológico de Estados Unidos estimó que la zona de ruptura tenía un área de 175 por 75 km. El choque principal entre las placas fue precedido por un temblor de magnitud 7.1 a las 13:27 UTC y otro de 7.4 a las 17:41 UTC. La misma agencia estimó una intensidad máxima de IX en la escala sismológica de Mercalli en la actualmente deshabitada Isla Raoul, de Kermadec.
Varias réplicas de importante magnitud se han percibido en Nueva Zelanda luego de los eventos principales, llegando a alcanzar la magnitud 6.3 (réplica del sismo 8.1 Mw) el día 5 de marzo y la misma magnitud (réplica del sismo 7.3 Mw) el 6 de marzo, en Tiempo Universal Coordinado, de acuerdo al USGS.

## Tsunami
Después del terremoto, se emitieron alertas de tsunami en algunos países del Pacífico. En Nueva Zelanda se ordenó la evacuación de la población a terrenos altos. Según la Agencia Nacional de Manejo de Emergencias de Nueva Zelanda, las primeras olas llegarían a la Isla Norte a las 20:49 UTC. Se registraron olas de 64 cm en la Isla Norfolk, de 40 cm en East Cape y de 20 cm en la Isla Gran Barrera. En Chile, se registraron olas de 30 cm en Rapa Nui y de 40 cm en Bahía Mansa y Caldera; también se registraron olas en otras zonas del país, todas durante la madrugada del 5 de marzo, y de menor altura.
En distintos países que tienen costas en el Pacífico, se descartó la posibilidad de un tsunami en sus bordes costeros
En Port-Vila, Vanuatu algunos barcos resultaron dañados y varias personas resultaron heridas por el tsunami
El terremoto dañó algunos edificios y provocó varios deslizamientos de tierra.

## Consecuencias
Tras el terremoto, se establecieron alertas en Nueva Zelanda en la zona costera por fuertes oleajes y corrientes marinas. Según la alcaldesa de Gisborne —Rehette Stoltz—, no se registraron daños importantes tras el terremoto.